# Creche

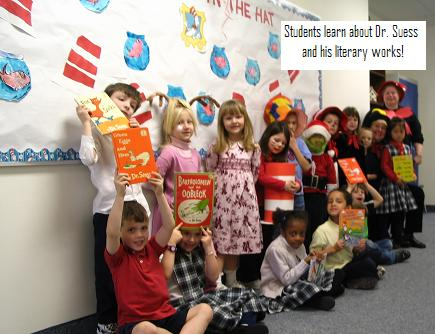
Crianças numa creche.

Uma creche é um estabelecimento educativo que ministra apoio pedagógico, e cuidados às crianças com idade de até três anos de idade. Dependendo do país e seu sistema educativo, a creche pode integrar-se na educação pré-escolar, ou na educação infantil.
As creches podem funcionar como estabelecimentos autônomos, podem ser integradas em outros estabelecimentos educativos mais abrangentes, ou funcionar junto de empresas ou serviços para usufruto dos filhos de seus funcionários.

## No Brasil
Uma creche é um espaço assistido, para o cuidado de bebês e crianças de até 3 anos de idade, que ainda não têm idade para  frequentar o maternal-escola. Pedagogos responsáveis administram a rotina da criança, promovendo o desenvolvimento cognitivo e motor, com os devidos cuidados necessários de higiene e bem-estar para cada criança acompanhando a idade.
Muitos pais utilizam os serviços da creche quando não têm tempo disponível para os cuidados dos bebês, muitas vezes por terem de trabalhar, deixando-os durante o dia e retornando à tarde para buscá-los. É na creche que o bebê terá suas refeições, a rotina de sono, banho e brincadeiras, assistidas por mais de um funcionário treinado para o serviço. Muitos pais preferem deixar seus filhos na creche  que sob cuidados de uma babá por entender que a criança se socializa melhor convivendo com outras crianças e por não assumir o risco de deixá-los sob cuidado de uma só pessoa. Outros entendem que uma só pessoa dedicada a criança cuidará melhor. Estar em espaços coletivos como os da creche ampliam as aprendizagens dos bebês, favorecendo pedagogias que apoiem as suas particularidades e especialidades.
A compreensão da educação e do cuidado como direitos implica no rompimento com a perspectiva doméstica do trabalho pedagógico na creche, relacionando-se com a profissionalização e a formação do docente para essa atuação. Ou seja, apesar de, a partir de um processo socio-cultural e histórico, as creches terem ocupado um espaço de cuidados, essas instituições são na verdades espaços de desenvolvimento pedagógico e devem ter esse viés respeitado. Portanto é importante problematizar o lugar social dos bebês e crianças pequenas entre as esferas íntimas, privada e familiares e a esfera pública, especialmente no espaço creche, compreendendo a educação e a docência na creche numa perspectiva do cuidado com ética.  
A creche, no Brasil, pode ser privada ou pública. Ambas diferenciam-se por serviços complementares, como mais profissionais por grupos de crianças, refeições ou outros idiomas além do português. Por esse motivo, algumas creches particulares chegam a custar anualmente aos pais, mais do que uma universidade.

## Portugal
Uma creche, em Portugal, consiste num espaço destinado ao apoio pedagógico e cuidado de crianças com idades compreendidas entre os três meses e os três anos. Dos três meses à aquisição da marcha, as crianças encontram-se em berçários, transitando para as salas seguintes até aos três anos em que passam para a valência de jardim de infância. Ambos estes espaços (creche e jardim de infância) encontram-se em infantários, colégios e externatos.
A Segurança Social é a entidade reguladora e fiscalizadora das actividades relacionadas com as crianças dos três meses aos três anos.

## Alemanha Oriental (antiga DDR)
Na Alemanha Oriental comunista muitas creches também foram criadas para que as mães pudessem deixar seus filhos ainda bebês e trabalhar. Foi objeto de extrema divulgação no ocidente como uma facilidade que o governo. Após a abertura política, revelou-se que, o objetivo da criação de creches foi exclusivamente o de liberar as mulheres que ainda se dedicavam aos bebês, para o trabalho e assim aumentar a força de mão de obra trabalhadora, necessária a crise comunista. Na Alemanha Ocidental, as mulheres eram estimuladas a ficar em casa cuidando dos filhos em troca de um auxílio maternidade e estabilidade de emprego para o posterior retorno, preservando vínculo familiar. [carece de fontes?]